# Anachis iontha
Anachis iontha är en snäckart som först beskrevs av Henry William Ravenel 1861.  Anachis iontha ingår i släktet Anachis och familjen Columbellidae. Inga underarter finns listade i Catalogue of Life.